# Maria Giovanna Albertoni Pirelli
Maria Giovanna Pirelli, sposata Albertoni (Milano, 6 novembre 1915 – 22 luglio 1970), è stata una filantropa italiana.

## Biografia
Fu la figlia primogenita dell'industriale Alberto Pirelli e di Lodovica Zambeletti, sorella maggiore di Giovanni e Leopoldo. All'età di 29 anni perse il marito Lucio Emerico Albertoni (Milano 6 ottobre 1905 – 3 gennaio 1947), Nobile dei conti di Macherio e dei conti di Val di Scalve, che la lasciò madre di 4 figlie.
Si dedicò, su consiglio di padre David Maria Turoldo, ad appoggiare le iniziative a favore degli orfani di don Zeno Saltini che aveva fondato la comunità di Nomadelfia.
Al tempo dei problemi finanziari che travolsero l'iniziativa nel Campo di Fossoli, avversata anche dalla curia romana, Nomadelfia rinacque grazie al dono di una tenuta in Maremma acquistata con denaro personale di Maria Giovanna Pirelli. Si salveranno dalle procedure del liquidatore prefettizio 320 ettari di terreno, anch'essi acquistati dalla contessa Pirelli, ma che fidati collaboratori avevano intestato a una società a responsabilità limitata le cui quote erano state collocate nelle mani di amici sicuri. Su tale terreno cominciò a risorgere la Comunità di Nomadelfia.
È sepolta a fianco del marito nel cimitero di Tremezzo.